# TV Saitama
Televisión Saitama Co., Ltd. (株式会社テレビ埼玉 Kabushiki-gaisha Terebi Saitama?) abreviado a TVS, haciendo negocios como Teletama (テレ玉 Teretama?) es una empresa de radiodifusión de televisión japonesa de gratuidad terrestre comercial con sede en Urawa, Saitama, prefectura de Saitama, Japón. Su cobertura prevista es la prefectura de Saitama, pero con algunos beneficios indirectos alrededor de las prefecturas. Teletama es una estación de televisión terrestre "independiente", lo que significa, que no pertenece a ninguna de las principales redes nacionales asentadas en Tokio y Osaka. Es miembro de la Asociación Japonesa de Estaciones de Televisión Independientes (AJETI) y coproduce, intercambia programas y vende oportunidad publicitaria con otros miembros.

## Datos
- indicativo: JOUS-TV (analógica), JOUS-DTV (digital)
- canales: canal 38 (analógica), canal 32 (digital)
- transmisores: estación de transmisión Hiranohara, Sakura, Saitama y otras estaciones de retransmisión.

## Programación
Estando en la cobertura de las principales estaciones de Tokio, su papel principal es ofrecer una programación específica para los residentes de la prefectura de Saitama. La información a cerca del gobierno local, negocios locales y las carreras programas están en el género. Deportes por los clubes de aficionados locales y profesionales la emisoria gana bastante audiencia. Programas como la J. League de fútbol y el juego de béisbol Saitama Seibu Lions se venden a otros AJETI y algunas estaciones "dependientes".
En comparación con las principales estaciones de la red, es una de las estaciones AJETI que tiene los puntajes promedio más bajos (es decir, la cuota de patrocinio más barato) accesible para la gran población. Más tarde el inicio y las primeras horas interminables de programas en vivo y/o programadas permitieron la programación flexible. Algunos episodios individuales o series cortas de animación japonesa (anime) también se transmiten y se llaman "anime UHF". También difunde en medió de su programación emite programas religión y programas informativos. Teletama también cuenta con su propio programa de compras.

## Historia
- 1 de abril de 1979: la radiodifusión analógica comienza oficialmente.[2]
- 1 de diciembre de 2005: La transmisión digital comienza oficialmente.
- 1 de abril de 2006: Comenzó haciendo negocios como "Teletama".